# Butumia
Butumia é um género botânico pertencente à família Podostemaceae.